# Harmony of the Seas
Harmony of the Seas (с англ. — «Гармония морей») — круизное судно класса Oasis. Является третьим по счёту после Oasis of the Seas (2009) и Allure of the Seas (2010) (четвёртое судно было построено в 2018 году). Круизное судно являлось самым большим в мире до постройки четвертого судна серии — Symphony of the Seas — его длина составляет 362 м (на два метра больше, чем длина Allure of the Seas).
25 октября 2012 года компания Royal Caribbean объявила, что будет строить третье судно класса Oasis. Строительство началось 27 декабря 2012 года. 19 июня 2015 года судно было спущено на воду. Ходовые испытания корабля начались 10 марта 2016 года.
В первый круиз судно отправилось 15 мая 2016 года.
6 ноября 2016 лайнер отправился в свой первый рейс из нового порта приписки — Эверглейдс, Флорида.

## Конструкция

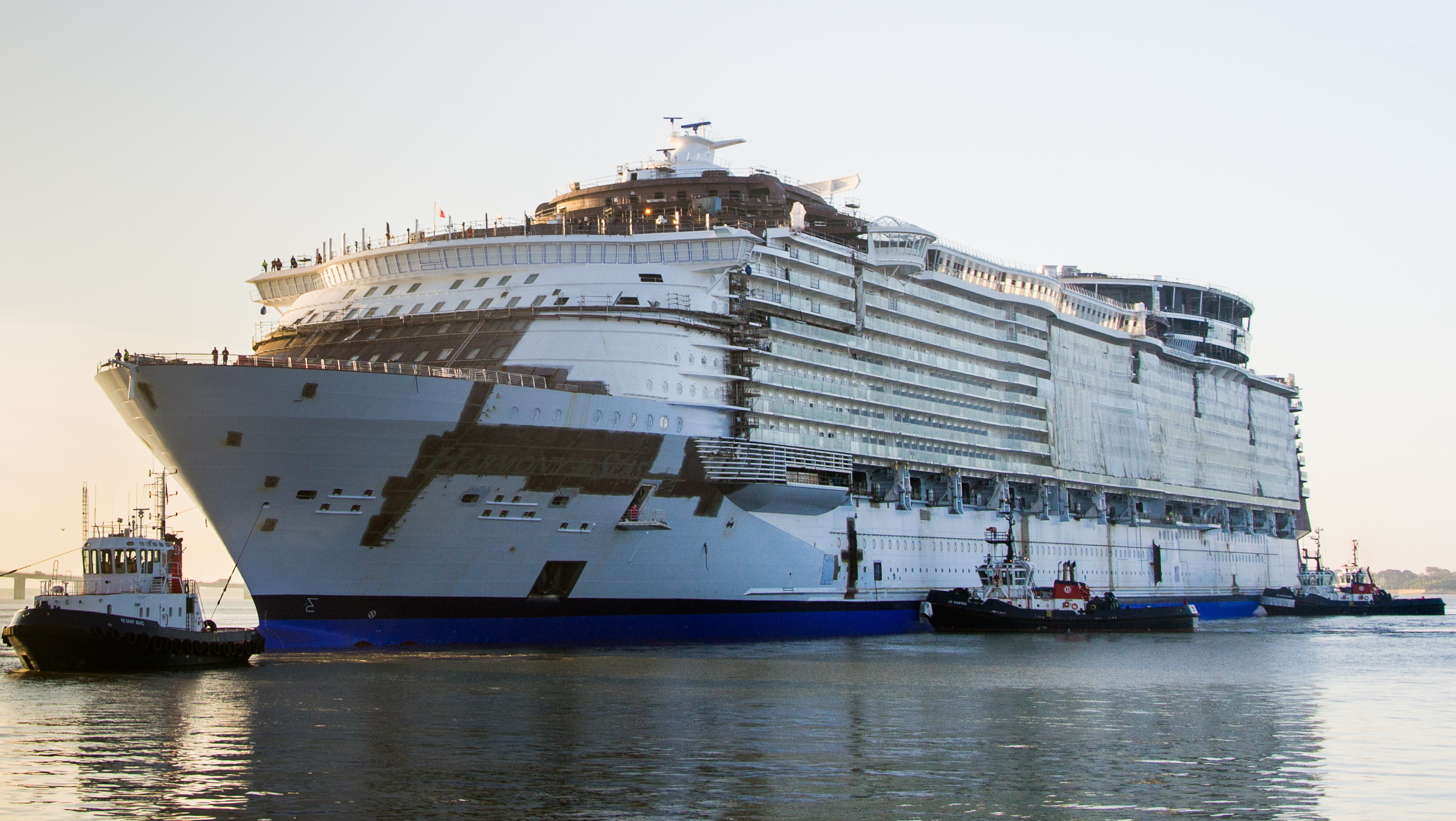
Harmony of the Seas во время строительства, июнь 2015 года

362-метровое судно способно вместить более 6000 пассажиров и около 2200 членов экипажа.
Harmony of the Seas имеет различные каюты, начиная от небольших комнат до люксов, некоторые из которых оснащены настенными экранами (именуемые «виртуальные балконы»), которые показывают то, что находится вокруг судна. Эти экраны были впервые установлены на круизных судах класса Quantum. Самые крупные из кают, классифицируемые как Королевские апартаменты, Коронные апартаменты и небесные апартаменты, простираются в высоту на две палубы и названы «Loft Suites».

## Маршруты
В первом сезоне Harmony of the Seas предложит семидневный круиз по Средиземному морю, из Барселоны в Рим. В конце летнего сезона судно будет пересекать Атлантический океан в США, где оно будет предлагать семиночные восточные и западные круизы по Карибскому морю, из порта Эверглейдс, Форт Лодердейл в штате Флорида.